# Mati Vaarmann

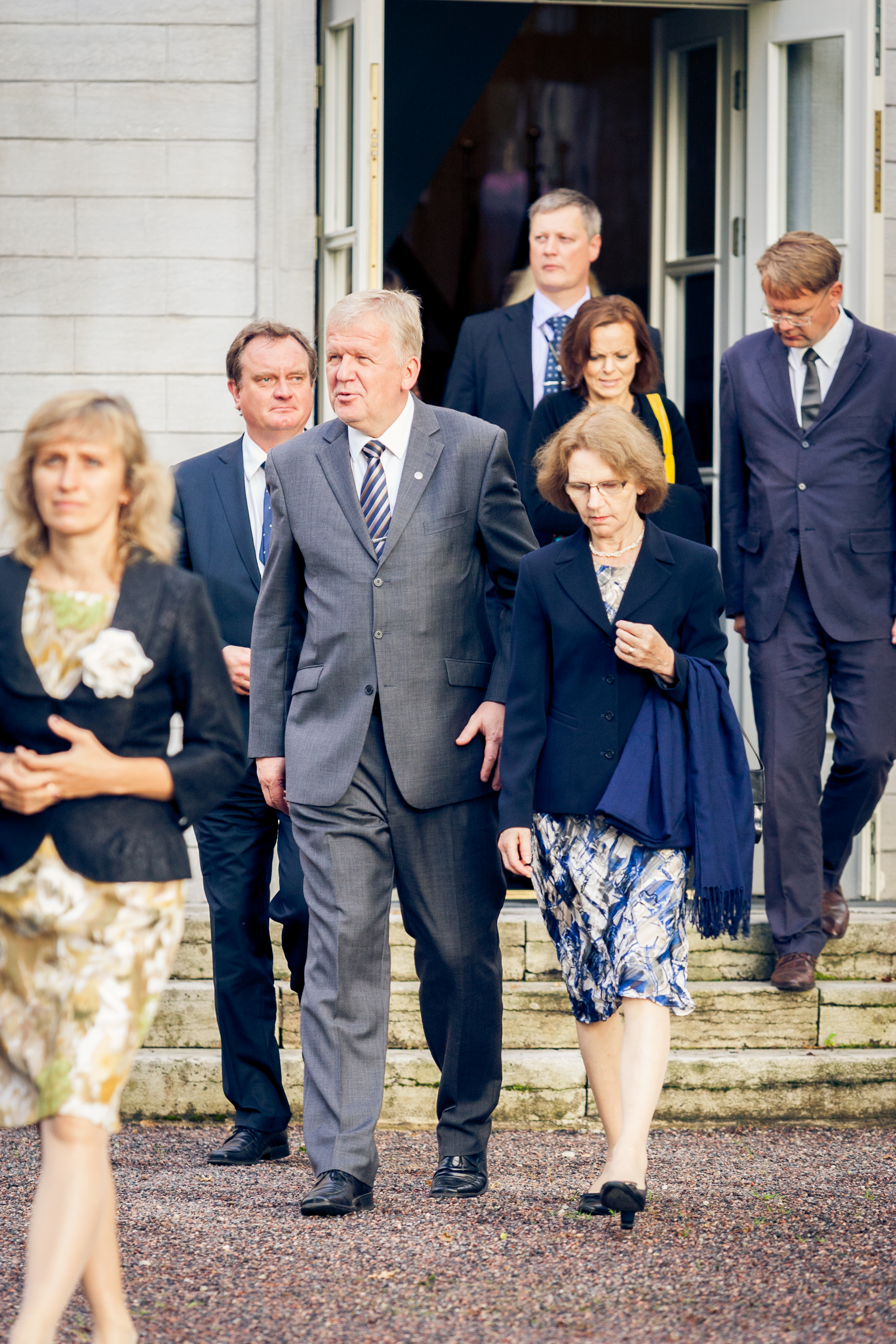
Mati Vaarmann e Meelike Palli

Mati Vaarmann (nascido em 14 de setembro de 1951) é um diplomata da Estónia.
Em 1973 graduou-se no Instituto Politécnico de Tallinn.
A partir de 1992 ele começou a trabalhar para o Ministério das Relações Externas da Estónia. De 1997 a 2001 foi Embaixador da Estónia na Finlândia. Em 2010 ele foi nomeado Embaixador da Estónia na Letónia.
Em 2006 ele foi agraciado com a Ordem da Estrela Branca, III classe.